# هبة الأباصيري
هبة الأباصيري (27 أبريل 1981 -)، مذيعة وممثلة مصرية.

## حياتها
درست في كلية الآداب قسم اللغة الإنجليزية 

### حياتها الأسرية
عام 2012 تزوجت من رجل الأعمال المصري عمر فطين رزقت منه بابنتين كايلا وليلى

## مشوارها المهني

### انطلاقتها مع شبكة إيه آر تي
دخلت مجال الإعلام عام 1997 وهي لا تزال في المرحلة الثانوية من خلال تقديم بعض الإعلانات ثم أدت دور الموديل في بعض أغاني الفيديو كليب ومنها أغنية للفنان راغب علامة وهاني شاكر حيث كانت بصحبة إحدى صديقاتها التي كانت تعمل «موديل» في فيديو كليب من إخراج محسن أحمد، فكان لديها فضول لمعرفة ما خلف الكواليس، ووقتها عرض عليها المخرج، إمكانية المشاركة في أغنية جديدة للفنان هاني شاكر، ظهورها الأول على الشاشة كموديل «بيسموكى القمر» مع هاني شاكر من إ نتاج شبكة راديو وتلفزيون العرب والذي كان نقطة تحول في حياتها وأثناء مونتاج الكليب قبل عرضه على الشاشة شاهدتها الفنانة صفاء أبو السعود التي كانت تشغل منصب رئيس قنوات الأفلام وقتها وطلبت من المخرجة أميرة الشناوي التي عرفتها بها مقابلتها وقامت بعمل اختبار كاميرا ورشحتها للانضمام إلى الشبكة للعمل كمذيعة فوافقت وهي لا تزال طالبة رفض والدها الأمر، لكن صفاء استطاع إقناعه، مهمتها الأولى كانت تغطية «مهرجان كان السينمائي» حتى عام 2006  قررت مغادرة الشبكو عندما وجهت اهتمامها نحو الأحداث الرياضية لم تعد تجد نفسها

### إنتقالها إلى قناة العربية إم بي سي والقنوات المصرية
إنتقلت بعدها للعمل في قناة العربية التي تبث من دولة الإمارات، حيث انضمت إلى برنامج "صباح العربية"، وبعد مرور ثلاثة أشهر، لم تستطع التأقلم مع "الغُربة" والابتعاد عن مصر، طلبت من الإدارة العودة والعمل من داخل مكتب القاهرة الخاص بالقناة، لكن المكتب وقتها كان صغيرًا، حتى انتقلت إلى مجموعة "إم بي سي" قدمت عدة برامج بداية من برنامج " النجم الشيف " وغنوة بالتزامن مع عملها في إم بي سي عملت في التلفزيون المصري بدعم من المهندس أسامة الشيخ الذي كان يرأس شبكة قنوات النيل قبل توليه منصب رئيس اتحاد الإذاعة والتلفزيون المصري، وقد منحها فرصة في برنامج «كل ليلة» على قناة «نايل لايف» ثم في برنامج «مذيعة من جهة أمنية» الذي حقق لها شهرة واسعة "و " ستوديو مصر " قدمت برنامج " كش ملك" علي شبكة تلفزيون الحياة، وتقوم فكرة البرنامج علي استضافة عدد من نجوم الفن والمجتمع ومناقشاتهم في عدة موضوعات، عام 2021 إنتقلت إلى شبكة سي بي سي المصرية لتقديم برنامج its show time حاورت فيه كبار النجوم في الوطن العربي في سبتمبر 2021 إنتقلت لتقديم برنامج الستات مايعرفوش يكدبوا بالمشاركة مع الإعلاميتين منى عبد الغني وإيمان عز الدين.

### مشاركتها في برنامج ديو المشاهير
عام 2011 شاركت في برنامج ديو المشاهير بموسمه الثاني على شاشة المؤسسة اللبنانية للإرسال

### عملها في الإذاعة
في أغسطس 2017، توجهت إلى الإذاعة، حيث انضمت إلى محطة "drn"، لتقديم برنامج يحمل «اعترافات زوجة»، وكان يناقش المشاكل التي تحدث بين الزوجين، لكن التجربة لم تبصر النور

### دخولها مجال التمثيل
خاضت أولى تجاربها السينيمائيه عام 2009 تحت عنوان «حرامي التوك توك» من إخراج «علاء عزام» وتأليف«محمد مستجاب» وبطولة محمد لطفي وعزت أبوعوف وصلاح عبد الله. وعملين أخرين باسم «مجنون داليا» كفيلم سينيمائي وآخر كمسلسل تليفزيوني باسم «العنيده»

## أعمالها

### تقديم البرامج
| البرنامج                | العام      | عرض على         |
| ----------------------- | ---------- | --------------- |
| مهرجان كان              | 1998-1999  | إيه آر تي أفلام |
| استوديو الهوا           | 1998-2001  | إيه آر تي أفلام |
| ستوب أكشن               | 1998-2001  | إيه آر تي أفلام |
| art النجوم              | 2001-2003  | إيه آر تي أفلام |
| السلم والثعبان          | 2003-2006  | إيه آر تي أفلام |
| يوم من عمري             | 2003-2006  | إيه آر تي أفلام |
| art هاوس                | 2003-2006  | إيه آر تي أفلام |
| مهرجان ماليزيا          | 2005 -2006 | إيه آر تي أفلام |
| صباح العربية            | 2006       | قناة العربية    |
| النجم الشيف             | 2006-2007  | إم بي سي        |
| غنوة                    | 2008       | إم بي سي        |
| كل ليلة                 | 2009       | نايل لايف       |
| مذيعة من جهة أمنية      | 2010       | نايل لايف       |
| ستديو مصر               | 2010       | نايل سينما      |
| كش ملك                  | 2011       | قناة الحياة     |
| السم في العسل           | 2015-2017  | إم بي سي مصر    |
| الوتر                   | 2018-2019  | صدى البلد       |
| آخر النهار              | 2019       | قناة النهار     |
| it's show time          | 2021       | سي بي سي        |
| الستات ما يعرفوش يكدبوا | 2021       | سي بي سي        |

### في التمثيل

#### في التلفزيون
| سنة الإنتاج | اسم المسلسل     | الشخصية                      |
| ----------- | --------------- | ---------------------------- |
| 2022        | مين قال؟!       |                              |
| 2021        | تفتيش           |                              |
| 2021        | ورا كل باب ج 2  | (حكاية كدبة كبيرة (المذيعة)) |
| 2021        | الوجه الآخر     | (عالية الكاشف)               |
| 2019        | علامة استفهام   | (جيهان - ضيفة شرف)           |
| 2018        | للحب فرصة أخيرة | (هناء)                       |
| 2018        | منطقة محرمة     |                              |
| 2011        | الريان          | (هالة درويش)                 |

### في الإذاعة
| سنة الإنتاج | المسلسل                          | الشخصية |
| ----------- | -------------------------------- | ------- |
| 2020        | كنز مأمون المأذون                |         |
| 2019        | ابن خالة حفيد أخطر رجل في العالم |         |

## وصلات خارجية
- هبة الأباصيري على موقع الدهليز
- هبة الأباصيري على موقع قاعدة بيانات الأفلام العربية